# Mesosa subtenuefasciata
Mesosa subtenuefasciata là một loài bọ cánh cứng trong họ Cerambycidae.